# Janny Brandes-Brilleslijper
Marianne (Janny) Brandes-Brilleslijper (Amsterdam, 24 oktober 1916 – aldaar, 15 augustus 2003) was een Nederlands Joods verzetsstrijdster, overlevende van de Holocaust en een van de laatste mensen die Anne Frank nog in levenden lijve gezien heeft. Haar zuster Lien Brilleslijper was bekend als zangeres Lin Jaldati (1912-1988). Zowel Brandes-Brilleslijper als Jaldati (bijgenaamd 'Lientje') bevond zich gelijktijdig met Anne en Margot Frank in de concentratiekampen Westerbork, Auschwitz en Bergen-Belsen.

## Biografie
Brandes-Brilleslijper werd op 24 oktober 1916 in Amsterdam geboren als Marianne Brilleslijper. Zij was de middelste van de drie kinderen van Joseph Brilleslijper en Fijtje Gerritse, die een viswinkel hadden vlak bij de Jordaan. In 1939 huwde ze Bob Brandes (1912-1998). Het echtpaar kreeg twee kinderen: Robert en Liselotte Dolores.
Na de Duitse aanval op Nederland in 1940 sloten Janny en Bob zich aan bij het communistische verzet. In hun bovenwoning in Den Haag was een drukkerij voor verzetsbladen ondergebracht. Later gingen ook Lien Brilleslijper (artiestennaam Lin Jaldati) en haar partner Eberhard Rebling in het verzet. Ze huurden een huis en een vakantiewoning in Bergen en doken daar met beide gezinnen en hun ouders onder. Ze moesten er echter weg omdat de Duitsers in het kustgebied de Atlantik Wall gingen aanleggen. In 1943 huurden ze onder een schuilnaam Villa 't Hooge Nest in Huizen.

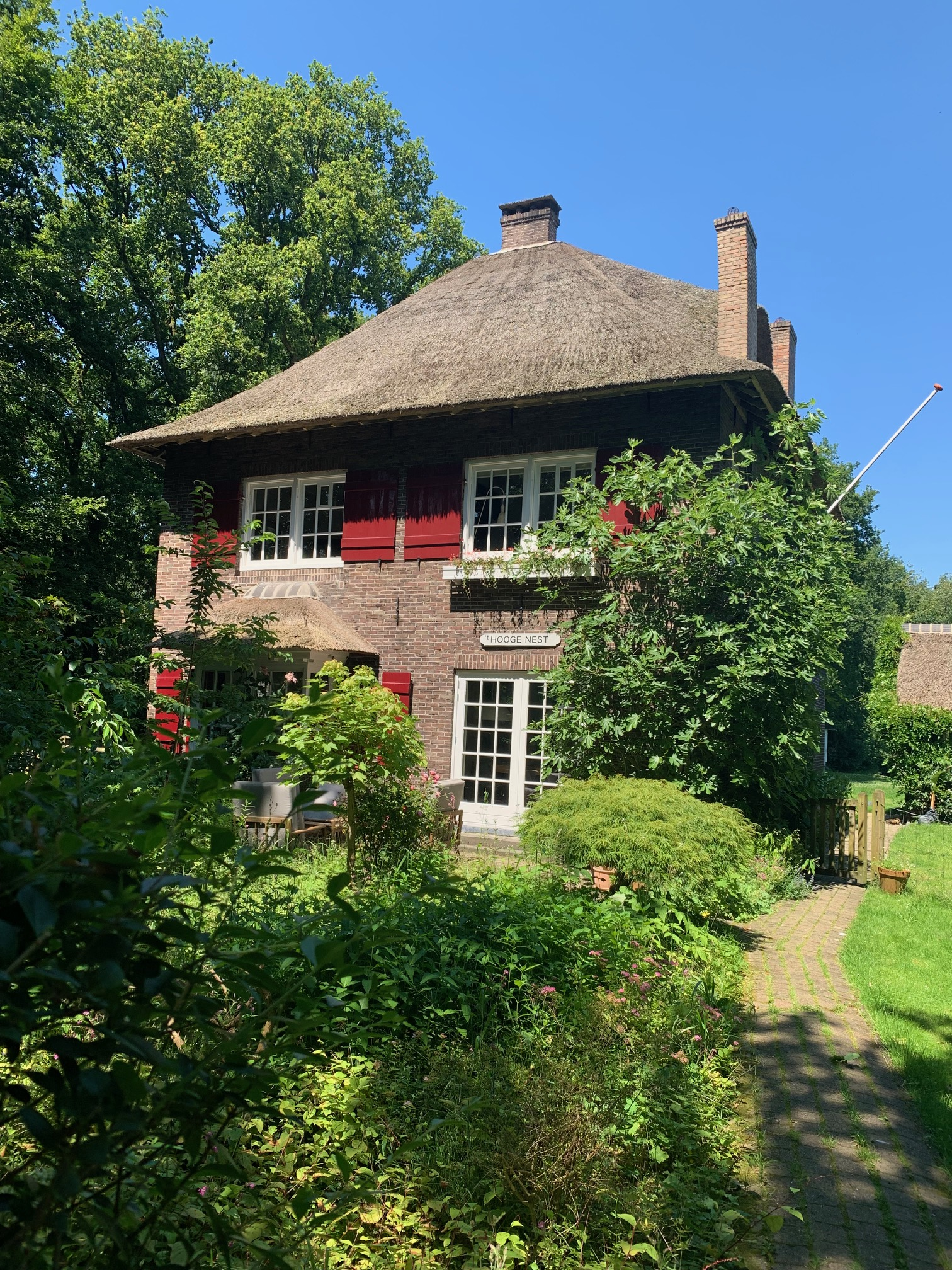
Villa 't Hooge Nest

Hier lieten ze andere Joodse mensen onderduiken. Zelf werd Janny echter nooit officieel als Joods geregistreerd. Zij en haar familie stonden wel regelmatig op de arrestatielijst van de nazi's, maar wisten door zich steeds te verplaatsen herhaaldelijk aan daadwerkelijke arrestatie te ontsnappen.
In de zomer van 1944 werden Janny en Lien door verraad alsnog gearresteerd. Ze werden naar kamp Westerbork getransporteerd en ingeschreven als 'criminelen'. Ze zaten in de strafbarak, waar onderduikers in terecht kwamen, en moesten in de werkbarakken werken. Daarbij ontmoetten ze opnieuw het gezin Frank dat ze eerder op het Centraal Station hadden ontmoet en raakten met hen bevriend.
Vanuit Westerbork werden Janny en Lien en de acht onderduikers van het Achterhuis naar Auschwitz gedeporteerd. Janny en Lien zijn later naar concentratiekamp Bergen-Belsen gebracht, waar Anne en Margot in oktober 1944 ook naartoe zijn vervoerd. Janny werd in kamp Bergen-Belsen als verpleegster ingezet, en zorgde voor zieke gevangenen. Toen Margot en Anne in maart 1945 enkele dagen na elkaar waren gestorven, hebben Janny en Lien hen in een van de massagraven van het kamp begraven.
Na de oorlog werd Brandes-Brilleslijper herenigd met haar man en kinderen. Via het Rode Kruis nam zij contact op met Otto Frank en informeerde hem over de dood van zijn dochters Anne en Margot.
Brandes-Brilleslijper was betrokken bij het Nederlands Auschwitz Comité, de Anne Frank Stichting, en Stichting 1940-1945. In de documentairefilm De laatste zeven maanden van Anne Frank (1987) van Willy Lindwer, gaf ze een interview over de laatste dagen van Anne en Margot.
Ze overleed op 86-jarige leeftijd in Amsterdam aan hartfalen. Haar verhaal en dat van haar familie is door haar zus Lin Jaldati en haar zwager Eberhard Rebling beschreven in het boek Sag nie, du gehst den letzten Weg (1986), in het Nederlands verschenen in mei 2024 onder de titel Lied van verzet (vertaling van Johan Meijer, Diete Oudesluijs, Rimco Spanjer en Sander Stotijn). Roxane van Iperen schreef over hen de bestseller 't Hooge Nest (2018), waarbij ze, volgens journaliste Annemieke Hendriks, sterk leunde op het boek van Jaldati en Rebling, en de rol van Rebling wegwiste. Janny en Lien Brilleslijper worden ook beschreven in 'Ze doen ons niets'. Vervolging en deportatie van de joden in Nederland 1940-1945 (2016) door Carrie Lakerveld en Victor Levie.

## Trivia
- Tijdens de herdenking van de bevrijding van kamp Westerbork op 11 april 2021 stonden Janny Brandes-Brilleslijper en haar zus Lien centraal.[21]
- In 2022 vernoemde de gemeente Amsterdam brug 253 naar haar en haar zuster.[22]